# Mesopangonius brackleyae
Mesopangonius brackleyae är en tvåvingeart som beskrevs av Burger 1988. Mesopangonius brackleyae ingår i släktet Mesopangonius och familjen bromsar. Inga underarter finns listade i Catalogue of Life.